# روبرت بيوتروفسكي
روبرت بيوتروفسكي (بالإنجليزية: Robert Piotrowski)‏ هو مهندس معماري أمريكي، ولد في 1963.